# Phaeohyphomycose

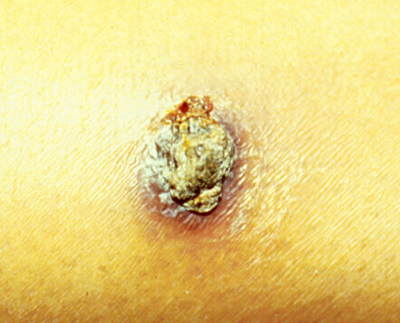
Phaeohyphomycose cutanée

Une Phaeohyphomycose ou phaéohyphomycose  est une mycose chronique causée par diverses levures et moisissures opportunistes, de couleur noire ou sombre (aussi dénommées « champignons noirs » ou phaéohyphomycètes), provenant généralement du sol. La mélanine présente dans leurs parois cellulaires empêche ou freine leur phagocytose par les globules blanc, ce qui renforce leur pathogénicité. 
Ces affections cosmopolites sont considérées comme Maladie émergente ; Au tout début du XXIe siècle, 70 genres et 130 espèces étaient connus pour produire ou aggraver des lésions humaines (et (ou) animales). 
L'infection se limite généralement à la peau, mais se propage parfois dans les tissus internes, parfois même jusqu'au cerveau.
Touchant principalement les animaux, elle est également constatée sur des personnes immunodéficientes.

## Principaux phaéohyphomycètes
la plupart des moisissures responsables sont des dématiés des genres suivant :
- Alternaria
- Anthopsis
- Aureobasidium
- Bipolaris
- Chaetomium
- Cladophialophora
- Cladosporium
- Curvularia
- Drechslera
- Exophiala
- Exserohilum
- Fonsecaea
- Ochroconis
- Phialophora
- Phoma
- Pyrenochaeta
- Rhinocladiella
- Scedosporium
- Scytalidium
- Ulocladium'
- Veronaea
- Xylohypha

D'autres espèces de champignons noirs, pour la plupart assimilées aux Ascomycètes et pour certains très pathogènes, plus récemment découvertes ou introduites provoquent aussi des phaéohyphomycoses humaines :
- Amium
- Arthrinum
- Botryomyces
- Botryodiplodia
- Cladorrhinum
- Coniothyrium
- Cyphellophora
- Dichotomophthora
- Dichotomophthoropsis
- Dissitimurus
- Hormonema
- Lecytophora
- Myceliophthora
- Mycoleptodiscus
- Mycocentrospora
- Nodulisporium
- Oïdiodendron
- Onychocola
- Phaeoacremonium
- Phaeosclera
- Phaeotheca
- Phaeotrichoconis
- Phialemonium
- Phomopsis
- Phyllostica
- Phyllostrictina
- Pleurophoma
- Pleurophomopsis
- Ramichloridium
- Scopulariopsis
- Taeniolella
- Tetraploa
- Thermomyces
- Trichomaris

Les plus dangereux, sont des champignons parasites de la famille des Herpotrichiellaceae (de l'ordre des Dothidéales). 

## Spécificités
Par rapport à d'autres mycoses y compris « cellules fumagoïdes » ou cellules sclérotiales qui causent des chromomycoses parfois dues aux mêmes dématies (Phialophora verrucosa) :  
- les phaéohyphomycoses présentent une morphologie plutôt homogène du champignon au sein des tissus lésés[1].
- les phaéohyphomycètes sont filamenteux (filaments septés) et/ou ont l'apparence de pseudo-levures arrondie aux pigmentées sombres[1].

## Formes cliniques
on en distingue 6 présentées ci-dessous selon leur gravité:
1. superficielles (Tinea nigra et Piedra noire ) ; pronostic bénin, guérison habituellement rapide
2. peau & phanères ; pronostic bénin, guérison habituellement rapide à la suite d'un traitement médicamenteux associé à une intervention chirurgicale (exérèse de la lésion) quand cela est possible.
3. sous-cutanées ; pronostic plus sombre
4. oculaires ; pronostic plus sombre
5. sinusiennes et nasales ; pronostic plus sombre
6. profondes et disséminées (mauvais pronostic : mortalité avoisinant 80 % surtout chez l'immunodéprimé.

## Soins, traitements
Sont parfois efficaces : 
- L'amphotéricine B (dont en formulation lipidique
- L'itraconazole so

Les formes profondes ou disséminées ne guérissent que quand la maladie sous-jacente est maîtrisée.